# Борис Бараћ
Борис Бараћ (Мостар, 21. фебруар 1992) хрватски је кошаркаш. Игра на позицији крилног центра. Његов старији брат Станко се такође бавио кошарком.

## Успеси

### Клупски
- Широки:
  - Првенство Босне и Херцеговине (2): 2010/11, 2011/12.
  - Куп Босне и Херцеговине (3): 2011, 2012, 2014.

- Нимбурк:
  - Првенство Чешке (1): 2017/18.
  - Куп Чешке (1): 2018.